# Prémeyzel
Prémeyzel – miejscowość i gmina we Francji, w regionie Owernia-Rodan-Alpy, w departamencie Ain.

## Demografia
Według danych na styczeń 2012 roku gminę zamieszkiwało 227 osób, a gęstość zaludnienia wynosiła 29,8 osób/km².

Populacja Prémeyzel w latach 1962-2008